# Юниън (окръг, Орегон)
Вижте пояснителната страница за други значения на Юниън.
Окръг Юниън (на английски: Union County) е окръг в щата Орегон, Съединени американски щати. Площта му е 5281 km², а населението - 24530 души (2000). Административен център е град Ла Гранде.

## Градове
- Айлънд Сити
- Аймблър
- Елгин
- Коув
- Самървил
- Северен Паудър